# Propsteiamt Michelsberg
Das Propsteiamt Michelsberg war eine Gerichts- und Verwaltungseinheit des geistlichen Fürstentums Fulda.

## Geschichte
Das Propsteiamt Michelsberg war ein fuldisches Amt, in dem der Propst der Propstei Michelsberg die Herrschaftsrechte anstelle des Abts ausübte, daher die Bezeichnung als Propsteiamt. Das Kloster Michelsberg war seit dem 8. Jahrhundert fuldischer Besitz.
Im 17. Jahrhundert führte die Auseinandersetzung des Abtes mit dem Kapitel zu einer Unabhängigkeit der Propsteiämter von der fuldischen Regierung. 1656 wurde eine erste diesbezügliche Vereinbarung zwischen Abt und Kapitel getroffen, die 1681 und zuletzt 1726 bestätigt wurde. Das Kloster hatte damit die unumschränkte Vogtei und verfügte über alle Verwaltungs- und Gerichtsrechte außer dem Zentgericht. Die propsteilichen Beamten erhoben die Steuern und lieferten diese direkt bei der Landesobereinnahme ab. Die Untertanen huldigten dem Fürstabt, dem auch die peinliche Gerichtsbarkeit zustand. 
An der Spitze des Propsteiamtes stand der Propst. Vor Ort war ein Beamter eingesetzt, der die Aufgaben eines Amtmannes hatte, aber die Amtsbezeichnung Beamter trug.
Das Fürstentum Nassau-Oranien-Fulda entstand aufgrund des Reichsdeputationshauptschlusses 1803. In Bezug auf die Rechtsprechung und Verwaltung wurde mit der Landesherrlichen Verordnung die Ober= und Ämter betreffend vom 8. Januar 1803 eine Neuorganisation der bestehenden Ämter vorgenommen. Das Propsteiamt Michelsberg wurde aufgehoben und die Bestandteile dem Centoberamt Fulda und dem Amt Weyhers zugeordnet.

## Umfang
Am Ende des HRR bestand das Amt aus Burkardshöfe (Gemeinde Welkers), dem Lanneshof (Künzell) und Niederhorwieden (Rex) in der Centfuld und Altenhof, dem Weiler Memlos (Gemeinde Lütter) und Teilen von Sieblos (Gemeinde Abtsroda) im Amt Weyhers.